# Veltener RC Empor 1969
Der Veltener RC Empor 1969 ist ein Sportverein aus der brandenburgischen Stadt Velten. Der Verein gründete sich 1990 aus der BSG Empor Velten aus. Vorläufer war die 1969 gegründete Sektion Rugby (Rugby Union) der Betriebssportgemeinschaft. Der Rugbyclub spielte zur Saison 2013/14 erstmals in der Rugby-Bundesliga im Rugby Union.

## Geschichte
Am 1. September 1969 gründete Burkhard Schirmer die Sektion Rugby der bereits vorher bestehenden BSG Empor Velten.
Ab der Saison 1978 spielten die Veltener Rugbyspieler in der erstklassigen Oberliga. In den 1980er Jahren war Velten in die Spitzengruppe vorgedrungen. So erzielte man 1981 den dritten Tabellenplatz und erreichte im darauf folgenden Jahr die Vize-Meisterschaft. 1983 verlor die BSG Empor Velten das Finale um den Pokal des Deutschen Rugby-Sportverbandes gegen den Ortsnachbarn BSG Stahl Hennigsdorf mit 7:24. Weiterhin war die BSG im Jugend- und Schülerbereich erfolgreich und konnte mit seinem Nachwuchs mehrere Meisterschaften und Pokalsiege feiern. Vier Spieler der BSG Empor Velten wurden in die Rugby-Union-Nationalmannschaft der DDR berufen.
1990 wurden die Betriebssportgemeinschaften der DDR aufgelöst. Der Rugbyclub Veltener RC Empor 1969 wurde als eingetragener Verein neu gegründet. Der Verein spielte in der Regionalliga, nachdem man zeitweise auch keine Mannschaft im Spielbetrieb gemeldet hatte. In der drittklassigen Regionalliga Nordost spielte der Verein bis 2012, als man im unteren Mittelfeld landete. Aufgrund der Neugestaltung der Bundesligen startete Velten im Folgejahr in der 2. Bundesliga, wo man in der Oststaffel auf den 1. Platz kam und in die 1. Bundesliga Staffel Ost aufstieg. Dort erreichten die Veltener in der Saison 2013/14 nur den vorletzten Platz und stiegen direkt wieder ab. Nach dem Abstieg spielte man in der Saison 2014/15 in der Staffel Ost der 2. Bundesliga und erreichte den 2. Platz. In den Folgejahren hielt sich der Verein in der 2. Bundesliga Ost und erreichte den 1. Platz (2015/2016) und zweimal den 4. Platz. (2016/2017) (2017/2018)
Auch in der Saison 2018/19 mit dem 2. Platz und in der Saison 19/20 mit dem 6. Platz konnte die Klasse gehalten werden.

## Erfolge
Empor Velten
Männer
- DDR-Oberliga: 2. Platz 1982
- DDR-Oberliga: 3. Platz 1981
- Vizepokalsieger des DRSV: 1983

Jugend
- DDR-Meisterschaft: 1974
- DDR-Vizemeisterschaft: 1978

A-Schüler
- DDR-Meisterschaft: 1981, 1985
- DDR-Vizemeisterschaft: 1978
- Pokalsieger des DRSV: 1977

B-Schüler
- DDR-Meisterschaft: 1977, 1978
- Pokalsieger des DRSV: 1977
- Vizepokalsieger des DRSV: 1978

Veltener RC
- Teilnahme an der 1. Bundesliga 2014/15